# Pizio
Pizio figlio di Atys (VI secolo a.C. – V secolo a.C.) è stato un rappresentante dell'aristocrazia lidica, forse nipote di Creso.

## Biografia
Uniche notizie biografiche pervengono dagli scritti di Erodoto nel settimo libro delle sue Storie. Abitava nella città di Celene, in Frigia, ed era il secondo uomo più ricco dell'impero, dopo il sovrano stesso. Era in contatto con la corte imperiale e donò a Dario I delle opere di Teodoro di Samo. Eccezionalmente ricco, ospitò e ristorò il sovrano e i suoi uomini, il cui numero non è preciso.
A detta di Erodoto, i suoi beni ammontavano a 2000 talenti d'argento (un talento equivaleva a circa 26 chilogrammi) e 3993000 darici d'oro, da sommarsi a tenute e schiavi. Offerti i suoi beni in oro ed argento al sovrano per sovvenzionare la sua campagna, ottenne il rifiuto del re a riguardo di questo dono ma divenne uno dei suoi favoriti. Serse gli fece dono di 7000 darici d'oro e concesse a sua moglie di restare a casa: solo Pizio coi cinque figli l'avrebbe seguito nella spedizione, nonostante, essendo lui suddito, avrebbe dovuto prender parte ad essa "tutta la casa compresa la moglie".
Durante la marcia d'avvicinamento, dato che vi era stata un'eclissi, interpretata dai magi come un avviso dell'ormai prossima vittoria di Serse, Pizio, preso dal terrore credendo si trattasse di un presagio nefasto, chiese al sovrano di esonerare dall'obbligo militare il suo figlio primogenito. Nonostante Serse avesse promesso che tutto avrebbe fatto di ciò che gli fosse stato fatto da Pizio, si infuriò: dato che Pizio era suo ospite, risparmiò lui e quattro dei suoi figli, ma fece tagliare in due il corpo del primogenito: ciascuna delle due metà sarebbe poi stata posta ai lati della strada su cui l'esercito avrebbe marciato. Non si conosce se Pizio abbia fatto ritorno o meno in patria.